# Elimia bellula
Elimia bellula är en snäckart som först beskrevs av I. Lea 1861.  Elimia bellula ingår i släktet Elimia och familjen Pleuroceridae. IUCN kategoriserar arten globalt som starkt hotad. Inga underarter finns listade i Catalogue of Life.